# Novanapis spinipes
Novanapis spinipes is een spinnensoort in de taxonomische indeling van de Dwergkogelspinnen (Anapidae).
Het dier behoort tot het geslacht Novanapis. De wetenschappelijke naam van de soort werd voor het eerst geldig gepubliceerd in 1951 door Raymond Robert Forster.